# Reptation (Chemie)
Reptation ist in der Chemie und der Polymerphysik eine Form thermischer Bewegung langer kettenförmiger Makromoleküle, die Verschlaufungen aufweisen. Bildet ein kettenförmiges Makromolekül mit umgebenden anderen kettenförmigen Makromolekülen in einer Polymerschmelze oder einer konzentrierten Polymerlösung Verschlaufungen aus, stellen diese topologische Restriktionen der molekularen Bewegung des betrachteten Makromoleküls dar. Das Reptationsmodell beschreibt den Einfluss der intermolekularen Verschlaufungen auf Dynamik und Rheologie von Polymeren. Reptation gilt als der dem viskosen Fließen verschlaufter amorpher Polymere zugrundeliegende Mechanismus. Das Reptationsmodell beruht auf Arbeiten von Pierre-Gilles de Gennes sowie von Samuel Edwards und Masao Doi. De Gennes erhielt unter anderem für seine Beiträge zur Entwicklung des Reptationsmodells 1991 den Nobelpreis für Physik. Ähnliche Phänomene wurden bei Proteinen beobachtet. Eng verwandt mit Reptation ist das Repton-Konzept.

## Bedingungen für das Auftreten von Reptation
Reptation tritt nur bei verschlauften kettenförmigen Makromolekülen auf. Dazu muss die mittlere molare Masse {\displaystyle M} der kettenförmigen Makromoleküle größer als die kritische Schwelle der molaren Masse {\displaystyle M_{\text{c}}} für das Auftreten von Verschlaufungen sein. Die Dynamik kurzer Ketten, deren molare Masse {\displaystyle M} kleiner als {\displaystyle M_{\mathrm {c} }} ist, wird durch das Rouse-Modell beschrieben. Verschlaufte Polymere besitzen als effektive interne Längenskala die mittlere Kettenlänge zwischen zwei Verschlaufungen. Kettensegmente mit der mittleren Kettenlänge zwischen zwei Verschlaufungen besitzen eine molare Masse {\displaystyle M_{\text{e}}}. {\displaystyle M_{\text{c}}} ist typischerweise 1,4 bis 3,5 mal so groß wie {\displaystyle M_{\text{e}}}. Verschlaufungen mit anderen Polymerketten limitieren die Mobilität einer betrachteten Polymerkette. Da die Zahl der Verschlaufungen pro Kette mit zunehmendem Molekulargewicht stark ansteigt und die Kettenmobilität entsprechend stark abnimmt, hat das Molekulargewicht hat einen erheblichen Einfluss auf die Relaxationszeit und die Viskosität verschlaufter Polymere. Der resultierende Anstieg der Relaxationszeit kann sogar zu viskoelastischem Verhalten führen, das oft in Polymerschmelzen auftritt. Dies ist ein signifikanter Unterschied zu nicht verschlauften Polymeren mit Rouse-Dynamik, für die die Relaxationszeiten und die Viskosität proportional zum Molekulargewicht sind.

## Theorie und Mechanismus

Röhren-Modell, welches die im Wesentlichen eindimensionale Mobilität langer kettenförmiger Makromoleküle repräsentiert.

Das Reptationsmodell beschreibt den Einfluss der Verschlaufungen zwischen kettenförmigen Makromolekülen auf den Zusammenhang zwischen deren mittlerer molarer Masse und deren Relaxationszeiten. In Gegenwart von Verschlaufungen ist die Relaxationszeit {\displaystyle \tau } proportional zur dritten Potenz der molaren Masse {\displaystyle M} der kettenförrmgen Makromoleküle: {\displaystyle \tau \varpropto M^{3}}. Diese Vorhersage lässt sich mit simplen Argumenten begründen. Zunächst nimmt man an, dass ein betrachtetes kettenförmiges Makromolekül ein röhrenartiges, in der Regel mehrfach gekrümmtes Volumen mit der Röhrenlänge {\displaystyle L} einnimmt. Durch diese Röhre kann das betrachtete kettenförmige Makromolekül mittels einer Reptation genannten schlangenartigen Bewegung diffundieren. Dabei bewegt sich das kettenförmige Makromolekül aus einem Teil des röhrenförmigen Volumens heraus, während sich am anderen, sich vorwärts bewegenden Ende des kettenförmigen Makromoleküls neue Röhrensegmente bilden. Auf einer mit {\displaystyle \tau } vergleichbaren Zeitskala findet eine globale Gesamtbewegung des kettenförmigen Makromoleküls aus dem ursprünglichen röhrenartigen Volumen in ein komplett neugebildetes röhrenartiges Volumen statt. Die Mobilität {\displaystyle \mu _{\mathrm {tube} }} des röhrenartigen Volumens kann dann wie folgt definiert werden:
{\displaystyle \mu _{\mathrm {tube} }=\nu /f}
Hierbei ist {\displaystyle \nu } die Geschwindigkeit des kettenförmigen Makromoleküls, auf welches eine ziehende Kraft {\displaystyle f} wirkt. Des Weiteren ist {\displaystyle \mu _{\mathrm {tube} }} invers proportional zum Polymerisationsgrad {\displaystyle P_{n}} des kettenförmigen Makromoleküls und folglich auch zu dessen Molekulargewicht.
Die Diffusivität {\displaystyle D_{\mathrm {tube} }} des kettenförmigen Makromoleküls durch das röhrenartige Volumen ist:
{\displaystyle D_{\mathrm {tube} }=k_{\mathrm {B} }T\mu _{\mathrm {tube} }}
Hierbei ist {\displaystyle k_{\mathrm {B} }} die Boltzmann-Konstante und {\displaystyle T} die absolute Temperatur. Im eindimensionalen Fall ist die mittlere quadratische Verschiebung {\displaystyle s} aufgrund der Brownschen Molekularbewegung gegeben durch:
{\displaystyle s(t)^{2}=2D_{\mathrm {tube} }t}
Einsetzen des obigen Ausdrucks für {\displaystyle D_{\mathrm {tube} }} ergibt:
{\displaystyle s(t)^{2}=2k_{\mathrm {B} }T\mu _{\mathrm {tube} }t}
Die Zeit {\displaystyle t}, die ein kettenförmiges Makromolekül benötigt, um ein ursprüngliches röhrenförmiges Volumen komplett zu räumen und in ein neues röhrenförmiges Volumen zu diffundieren, wird dann: 
{\displaystyle t={\frac {L^{2}}{2k_{\mathrm {B} }T\mu _{\mathrm {tube} }}}}
Nimmt man an, dass {\displaystyle t} mit der Relaxationszeit {\displaystyle \tau } vergleichbar ist, wird {\displaystyle \tau \propto L^{2}/\mu _{\mathrm {tube} }}. Da {\displaystyle L} proportional und {\displaystyle \mu _{\mathrm {tube} }} umgekehrt proportional zu {\displaystyle P_{n}} ist, folgt {\displaystyle \tau \propto (DP_{n})^{2}} und somit {\displaystyle \tau \propto M^{3}}. Tritt Reptation auf, sind der Selbstdiffusionskoeffizient und die konformationelle Relaxationszeit kettenförmiger Makromoleküle proportional zu {\displaystyle M^{-2}} and {\displaystyle M^{3}}.

## Blob-Modell

Blob-Modell für Verschlaufungen bei langen kettenförmigen Makromolekülen.

Im Blob-Modell besteht die betrachtete Polymerkette aus {\displaystyle n} Kuhn-Segmenten mit der Kuhn-Länge {\displaystyle l}. Die Kette bildet zwischen den Verschlaufungen knäuelartige "Blobs", die {\displaystyle n_{\text{e}}} Kuhn-Segmente enthalten. Aus der Betrachtung von Zufallsbewegungen lässt sich schließen, dass der durchschnittliche Ende-zu-Ende-Abstand eines Abschnittes einer Polymerkette aus {\displaystyle n_{\text{e}}} Kuhn-Segmenten gleich {\displaystyle d=l{\sqrt {n_{\text{e}}}}} ist. Weiterhin wird mit {\displaystyle A} als Gesamtzahl der Blobs einer bestimmten Polymerkette:
{\displaystyle A={\dfrac {n}{n_{\text{e}}}}}
Der totale End-zu-End-Abstand {\displaystyle L} einer Mobilitätsrestriktionen durch Verschlaufungen unterworfenen Polymerkette ist dann:
{\displaystyle L=Ad={\dfrac {nl{\sqrt {n_{\text{e}}}}}{n_{\text{e}}}}={\dfrac {nl}{\sqrt {n_{\text{e}}}}}}
{\displaystyle L} ist die mittlere Länge, über die ein kettenförmiges Makromolekül diffundieren muss, um ein spezifisches röhrenartiges Volumen komplett zu räumen. Die charakteristische Zeit hierfür kann dann mittels Diffusionsgleichungen berechnet werden. Eine klassische Herleitung ergibt die Reptationszeit {\displaystyle t}:
{\displaystyle t={\dfrac {l^{2}n^{3}\mu _{\mathrm {f} }}{n_{\text{e}}k_{\mathrm {B} }T}}}
Hiebei ist {\displaystyle \mu _{\mathrm {f} }} der Reibungskoeffizient der betrachteten Polymerkette.